# Cormeilles, Eure
Cormeilles är en kommun i departementet Eure i regionen Normandie i norra Frankrike. Kommunen ligger i kantonen Cormeilles som tillhör arrondissementet Bernay. År 2022 hade Cormeilles 1 136 invånare.

## Befolkningsutveckling
Antalet invånare i kommunen Cormeilles

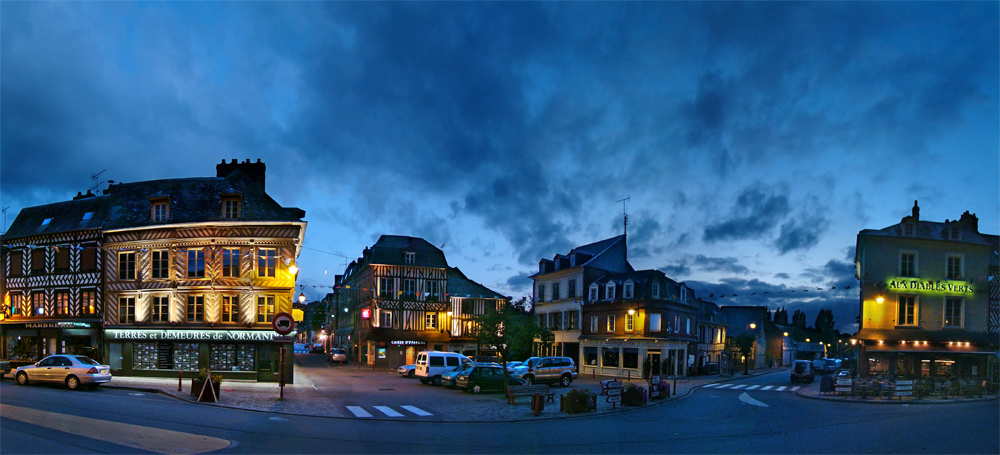

Referens:INSEE